# تاكيبي كينكو
تاكيبي كينكو (1664-24 أغسطس 1739) هو عالم رياضيات ياباني, ولد في عائلة ساموراي لتاكيبي ناوتسوني، وتتلمذ هو وأخوه الأكبر تاكيبي كاتاكي(1661-1716) منذ سنة 1676 على يد الرياضي الياباني العظيم في ذلك الوقت سيكي تاكاكازو(1640-1708) إلى حين موته. لعل من أبرز أعمال تاكيبي، قيامه بتمديد وتوسيع ما وصل إليه سيكي، وتفسيره بشكل مبسط يستطيع الناس فهمه.